# آیدرا
آیدرا (انگلیسی: Idera, Inc.) شرکت نرم‌افزار آمریکایی است، که در سال ۲۰۰۰ تأسیس شد.